# Wellseind
Wellseind is een dorp in de gemeente Maasdriel, in de Nederlandse provincie Gelderland. Het is gelegen aan de noordoever van de Afgedamde Maas in de Bommelerwaard. Ten westen van Wellseind ligt Nederhemert-Noord. Het dorpje telt slechts zeven dunbevolkte straten.